# 李耕涛
李耕涛（1912年12月21日—1974年8月6日），直隶省阜平县（今属河北省保定市）人。中国现代政治人物，中國共產黨黨員。
早年担任曲阳县县长，冀东行署主任等职。中华人民共和国成立后，担任中共天津市委常委，副市长，市委书记处书记。1958年，升任天津市市长。后任中共河北省委常委、省委书记处书记、河北省副省长，中共天津市委书记（时设第一书记）等职 。

## 生平
李耕濤出生于阜平县一户地主家庭，父亲李心潮是当地的开明人物，李耕涛早年在进步革命思想的影响下，投身到了农民运动当中。1929年，李耕涛加入中国社会主义青年团。1934年毕业于河北省立正定師範學校，曾在徐水县乡村师范任教，秘密开展党的工作，1937年转为中国共产党党员。抗日战争时期回到家乡，在阜平县城组织起“阜平县各界抗敌后援会”，向群众进行抗日宣传，开展抗日募捐活动。
1937年10月初，八路军一一五师政委罗荣桓在阜平县组织成立阜平县民族革命战争战地动员总动员会，他立即响应，并担任组织部长。1937年11月担任曲阳县抗日民主政府县长。1938年2月，日伪军对曲阳发动“二月围攻”，他带领曲阳军民英勇抗击，粉粹了日伪的进攻。1938年4月任冀中政治主任公署主任。1939年吕正操任主任后，改任副主任，在日军的残酷“扫荡”、“清剿”的环境下，开展对敌斗争，建设政权，改善民生，适应了敌后抗日游击战争的需要。1940年调任晋察冀边区第三行政督察专员公署副专员、专员，1944年任晋察冀边区行政委员会实业处处长等职。抗日战争胜利后，任晋察冀边区贸易局局长、边区贸易总公司经理等职。1946年4月随滕代远作为晋察冀代表赴北平与中國國民黨谈判，被国民党扣押，后被释放。1946年4月至1949年7月任冀东行署副主任、主任，参加了辽沈战役。美国《时代周刊》曾经以《1940年河北的领导人李耕涛》对他进行报道。
1949年6年，李耕涛在黄敬同志的推荐下，奔赴天津市任职，任市政府党组成员，分管天津市的财经工作。并在黄敬、范瑾的介绍下与黄敬的表妹苏亭（苏民的姐姐）结婚。中華人民共和國成立后，历任天津市财经委员会副主任，天津市人民政府副市长、市长，中共天津市委书记。在国民经济恢复时期和第一個五年計劃时期，在天津市工商企业的接管、财经统一、稳定物价、保障城市供应、企业的民主改革和技术改革、资本主义工商业的社会主义改造方面做了大量工作，创出不少好经验。
1952年10月任天津市委常委，1954年10月至1958年6月任天津市副市长，1956年10月任天津市委书记处书记，1958年6月至1963年9月任中共天津市市长。1958年至1966年任中共河北省委常委、河北省委书记处书记、河北省人民委员会副省长。1958年，天津市体育运动学校与石家庄师范学院体育系合并组建天津体育学院，李耕涛兼任首任院长。
1967年1月至12月任中共天津市委书记。“文化大革命”中受到迫害。1974年8月6日在天津逝世，享年62岁。是中國共產黨第八次全國代表大會代表。第二届、第三届[全国人大代表]]。